# Campeonato de Gales de Rugby 2013-14
El Campeonato de Rugby de Gales (Principality Premiership) de 2013-14 fue la vigésimo cuarta edición del principal torneo de rugby de Gales.

## Sistema de disputa
El torneo se disputó en formato de todos contra todos en la que cada equipo enfrentó en condición de local y visitante a cada uno de sus rivales, los primeros tres equipos de la fase regular clasifican a la postemporada, mientras que el último desciende directamente a la División 2.

## Clasificación
| Pos. | Equipo           | Encuentros | Encuentros | Encuentros | Encuentros | Tantos | Tantos | Tantos | Puntos Bonus | Puntos |
| Pos. | Equipo           | PJ         | PG         | PE         | PP         | F      | C      | Dif    | Puntos Bonus | Puntos |
| ---- | ---------------- | ---------- | ---------- | ---------- | ---------- | ------ | ------ | ------ | ------------ | ------ |
| 1    | Pontypridd RFC   | 22         | 16         | 1          | 5          | 646    | 465    | +181   | 12           | 78     |
| 2    | Carmarthen Quins | 22         | 18         | 0          | 4          | 501    | 374    | +127   | 5            | 77     |
| 3    | Cross Keys RFC   | 22         | 14         | 0          | 8          | 483    | 362    | +121   | 13           | 69     |
| 4    | Llandovery RFC   | 22         | 13         | 3          | 6          | 557    | 417    | +140   | 11           | 69     |
| 5    | Llanelli RFC     | 22         | 13         | 1          | 8          | 567    | 500    | +67    | 11           | 65     |
| 6    | Bedwas RFC       | 22         | 11         | 0          | 11         | 450    | 498    | -48    | 9            | 53     |
| 7    | Cardiff RFC      | 22         | 10         | 0          | 12         | 439    | 523    | -84    | 7            | 47     |
| 8    | Newport RFC      | 22         | 8          | 1          | 13         | 478    | 523    | -45    | 9            | 43     |
| 9    | Bridgend RFC     | 22         | 7          | 1          | 14         | 470    | 547    | -77    | 12           | 42     |
| 10   | Aberavon RFC     | 22         | 7          | 1          | 14         | 330    | 510    | -180   | 3            | 33     |
| 11   | Neath RFC        | 22         | 6          | 0          | 16         | 437    | 536    | -99    | 9            | 33     |
| 12   | Swansea RFC      | 22         | 5          | 0          | 17         | 421    | 524    | -103   | 12           | 32     |

|  | Clasificado a la final.     |
|  | Clasificados a semifinal.   |
|  | Descendido a la División 2. |

### Semifinal
| 11 de mayo de 2014 | Carmarthen Quins | 20 - 31 | Cross Keys RFC |  |  |

### Final
| 18 de mayo de 2014 | Pontypridd RFC | 38 - 17 | Cross Keys RFC |  |  |

| Bandera de Gales   |
| Campeón Pontypridd |
| Cuarto título      |